# 瀨戶數位塔

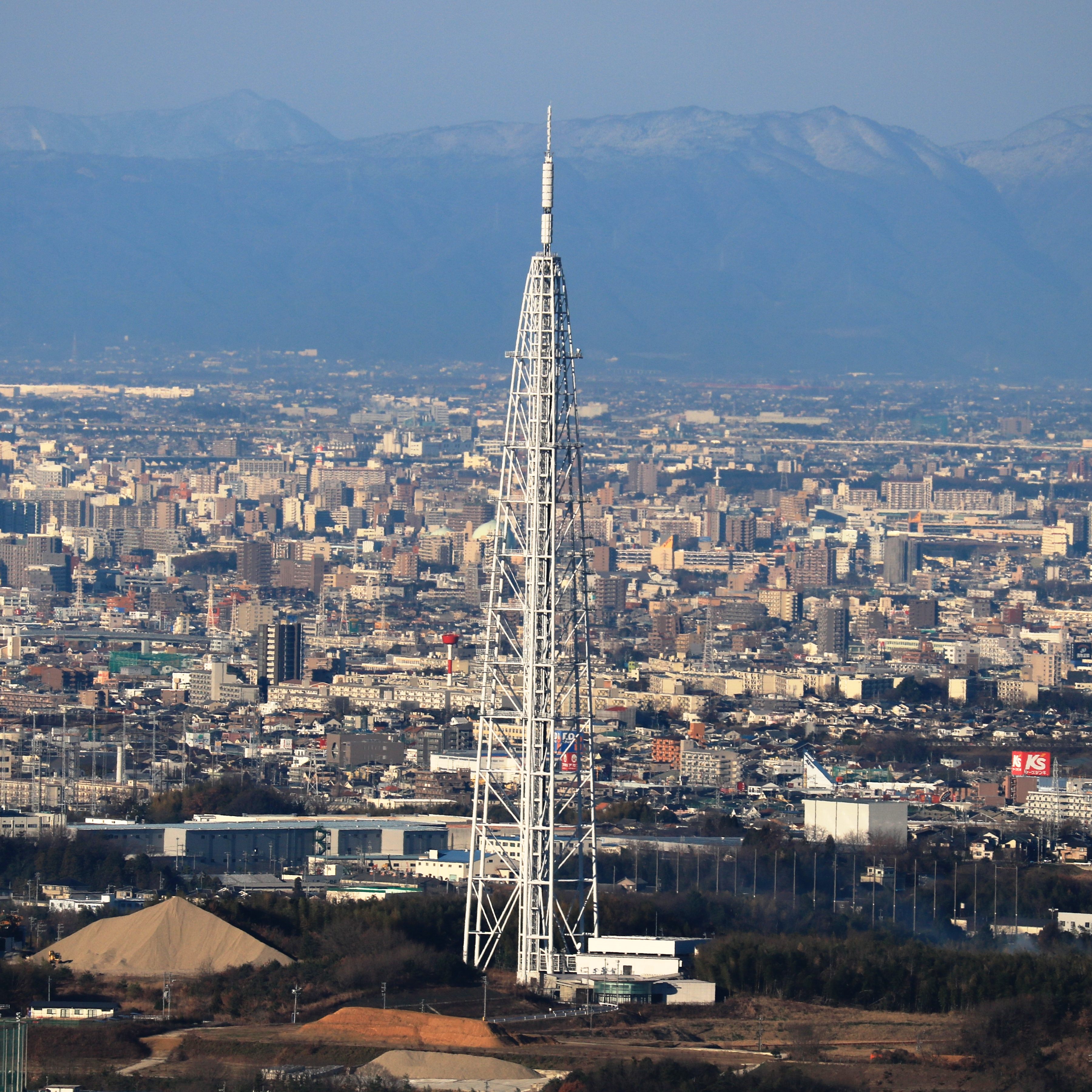
瀨戶數位塔

瀨戶數位塔（瀬戸デジタルタワー）是位于愛知縣瀨戶市幡中町211-2，中京圈的無線數位電視的集約電波塔。正式名稱為「瀬戸デジタルテレビ放送所」。由于原本發射類比電視訊號的名古屋電視塔及東山塔塔齡較老，強度不足，因此決定在其他地方建設發送數位電視訊號的新電視塔，即瀨戶數位塔。竣工于2003年8月。

## 關連項目
- 瀨戶市
- 無線數位電視